# Wacław Depo
Wacław Depo (Szydlowiec, 27 september 1953) is een Pools geestelijke en sinds februari 2012 aartsbisschop van Częstochowa.
Depo ging naar het seminarie in Sandomierz, waarna hij op 3 juni 1978 in het bisdom Sandomierz tot priester gewijd. Na een kort vicariaat ging hij studeren aan de theologische faculteit van de Katholieke Universiteit van Lublin. In 1980 studeerde hij af als Magister, waarna hij in 1984 promoveerde. In 1990 werd Depo rector van het priesterseminarie in Sandomierz. Op 25 maart 1992 vertrok hij naar het bisdom Radom waar hij als professor dogmatiek werkte aan de theologische hogeschool. In 1999 werd Depo voorzitter van conferentie van hogeschooldirecteuren en van 2000 tot 2006 was hij assistent-professor aan de Kardinaal Stefan Wyszyński Universiteit (UKSW) in Warschau.
Op 5 augustus 2006 benoemde paus Benedictus XVI hem tot bisschop van Zamość-Lubaczów. Zijn bisschopswijding vond vervolgens plaats op 9 september 2006 door Józef Michalik, de aartsbisschop van Przemyśl. Op 2 februari 2012 werd hij aartsbisschop van Częstochowa.